# Nintendo Wi-Fi USB Connector

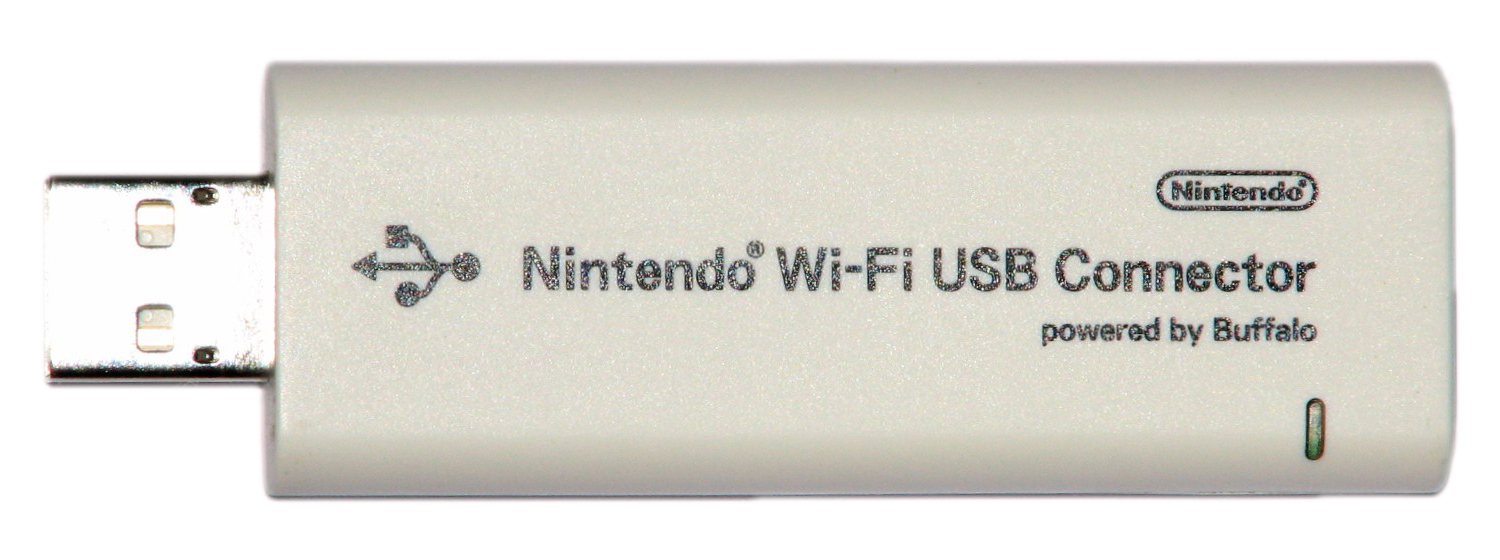
Nintendo Wi-Fi USB Connector

O Nintendo Wi-Fi USB Connector é um acessório desenvolvido pela Nintendo juntamente com a Buffalo Technology, que permite os usuários de Nintendo DS e Nintendo Wii que não possuem conexão Wi-Fi a se conectarem a partir de seus computadores pessoais conectados a uma rede banda-larga. Inserido na entrada USB de um computador, o Connector funciona como uma rede de internet sem fio para o Nintendo DS e Nintendo Wii, permitindo ao usuário jogar online jogos compatíveis com a Nintendo Wi-Fi Connection. Parou de ser produzido sem aviso prévio da Nintendo.

## Funcionamento
O USB Connector utiliza SoftAP25, combinado com uma conexão de banda larga e um aplicativo para se conectar a internet. SoftAP faz com que o computador reconheça o USB Connector como um acess point. Quando o Connector reconhece o sinal do Nintendo DS, o aplicativo envia um sinal em retorno e o conecta a internet. O USB Connector utiliza o relativamente ultrapassado Ralink RT2500 Chipset e pode ser utilizado como um adaptador wireless comum usando os drivers oficiais ralink.

## Críticas
O Nintendo Wi-Fi USB Connector oficialmente só oferece suporte ao Microsoft Windows XP 32-bit e com a nova versão do software 1.06 do Nintendo Wi-Fi USB Connector já funciona em Windows Vista. Não funcionando com a versão 64-bit do Windows XP, e com nenhuma versão anterior do Windows,ou Mac OS X. Consequentemente, muitos usuários de sistemas operacionais não-compatíveis fizeram suas reclamações. Enquanto vários websites sugeriram consertos para o connector, Nintendo ainda não anunciou nenhuma solução oficial. No entanto, drivers para versões anteriores do Windows e OS X estão em desenvolvimento.
Usuários também reclamaram do aquecimento excessivo do connector.
O Nintendo Wi-Fi Connector também não funcionará com uma conexão AOL.

## Embalagem
O USB connector inclui um cabo de extensão USB e um CD de aplicativo. Atualizações do software estão disponíveis online.